# Du mode d'existence des objets techniques
 (décembre 2014).
Si vous disposez d'ouvrages ou d'articles de référence ou si vous connaissez des sites web de qualité traitant du thème abordé ici, merci de compléter l'article en donnant les références utiles à sa vérifiabilité et en les liant à la section « Notes et références ».
Du mode d'existence des objets techniques est un ouvrage du philosophe français Gilbert Simondon paru pour la première fois aux Éditions Aubier-Montaigne en 1958.

## Résumé
Dans Du mode d'existence des objets techniques (abrégé MEOT), Gilbert Simondon s'emploie à "réintégrer les techniques dans l'humain et dans la culture [et à] les comprendre en partant de leur genèse."
Simondon distingue dans MEOT les objets esthétiques et les objets sacrés de ce qu'il nomme les « objets techniques ». Ceux-ci posséderaient deux caractéristiques de base:
- L'objet technique primitif est l'outil; il est relativement détachable, manipulable et s'utilise grâce aux forces du corps humain. Simondon élabore une théorie de l'évolution de l'objet technique basée sur le concept de "concrétisation".
- L'objet technique se trouve répandu dans la plupart des civilisations. Il peut être un couteau ou une automobile, une cuillère ou un ordinateur.

Simondon soutient que la philosophie permet d'étudier le rapport éthique que les humains entretiennent avec les objets techniques. Ainsi, il confère à l'objet technique une valeur heuristique, laquelle se détermine par l'usage correct qui en est fait par les usagers, la connaissance de l'outil permettant d'en utiliser les potentialités. Pour Simondon, l'aliénation des êtres humains à l'objet technique ne s'explique donc pas tant par une confiscation du travail humain par les machines (comme le défend la tradition marxiste), que par une méconnaissance du mode d'existence des objets techniques et de leur fonctionnement interne. Cette méconnaissance est notamment due à l'effort fait - en particulier à des fins économiques - pour dissimuler le mode de fonctionnement de l'objet technique à son utilisateur, ainsi que les conditions de sa production. Cette idée débouche sur des propositions faites par l'auteur dans le sens d'une pédagogie technique, et d'une démocratisation du savoir technique. 
L'existence de l'objet technique se manifeste comme réalité ontologique étroitement associée à l'existence de l'Homme. La relation entre l'Homme et l'objet technique constituerait une relation directe avec la manifestation ontologique de l'Homme et, par extension, avec sa propre nature. [pas clair]